# Оселедец, Николай Петрович
Никола́й Петро́вич Оселе́дец (3 декабря 1962, Москва) — советский гребец-байдарочник, выступал за сборную СССР во второй половине 1980-х годов. Чемпион мира, чемпион Советского Союза, победитель многих регат республиканского и всесоюзного значения. На соревнованиях представлял Вооружённые силы, мастер спорта международного класса. Также известен как спортивный функционер по гребле на байдарках и каноэ.

## Биография
Николай Оселедец родился 3 декабря 1962 года в Москве. Активно заниматься греблей начал в раннем детстве, проходил подготовку в столичном спортивном клубе Вооружённых сил.
Первого серьёзного успеха на взрослом международном уровне добился в 1986 году, когда попал в основной состав советской национальной сборной и благодаря череде удачных выступлений удостоился права защищать честь страны на чемпионате мира в канадском Монреале. В составе четырёхместного экипажа, куда также вошли гребцы Григорий Медведев, Сергей Киселёв и Александр Акунишников, обогнал на дистанции 10000 метров всех своих соперников и завоевал тем самым золотую медаль.
В 1988 году одержал победу в четвёрках на десяти километрах в зачёте чемпионата Советского Союза — при этом его партнёрами были В. Олегов, М. Басов и Г. Медведев. За выдающиеся спортивные достижения удостоен почётного звания «Мастер спорта СССР международного класса».
Впоследствии работал главным специалистом по водным видам спорта в ГБУ «Центр физической культуры и спорта СЗАО Москвы», состоял в Федерации гребли на байдарках и каноэ города Москвы. Воспитал двоих сыновей, младший сын Егор Оселедец является профессиональным хоккейным вратарём, выступал в Высшей хоккейной лиге за такие клубы как «Донбасс», «Локомотив ВХЛ», «Рубин», воспитанник хоккейной школы ЦСКА, мастер спорта.